# Clitellio saxosus
Clitellio saxosus är en ringmaskart som beskrevs av Finogenova 1985. Clitellio saxosus ingår i släktet Clitellio och familjen glattmaskar. Inga underarter finns listade i Catalogue of Life.